# Listă de nume românești - litera O
Această pagină, supusă continuu îmbunătățirii, conține peste 800 de nume de familie românești care încep cu litera O.
| Oa - Oacă (wikt) - Oacheșu (wikt) - Oachiș (wikt) - Oae (wikt) - Oaghea (wikt) - Oaida (wikt) - Oaidă (wikt) - Oaie (wikt) - Oajdea (wikt) - Oală (wikt) - Oana (wikt) - Oană (wikt) - Oancă (wikt) - Oancăș (wikt) - Oance (wikt) - Oancea (wikt) - Oancia (wikt) - Oanciea (wikt) - Oane (wikt) - Oanea (wikt) - Oaneș (wikt) - Oanță (wikt) - Oara (wikt) - Oară (wikt) - Oarcea (wikt) - Oardă (wikt) - Oarfă (wikt) - Oarga (wikt) - Oargă (wikt) - Oarză (wikt) - Oașă (wikt) - Oaselate (wikt) - Oasenegre (wikt) - Oaserele (wikt) - Oatu (wikt) - Oază (wikt) | Ob - Obăcescu (wikt) - Obaciu (wikt) - Obadă (wikt) - Obădău (wikt) - Obade (wikt) - Obădeanu (wikt) - Obae (wikt) - Obancea (wikt) - Obârșanu (wikt) - Obârșie (wikt) - Obeada (wikt) - Obeadă (wikt) - Obeală (wikt) - Obedea (wikt) - Obedeanu (wikt) - Obedenaru (wikt) - Oberding (wikt) - Oberschi (wikt) - Obersterescu (wikt) - Oberșterescu (wikt) - Obeșterescu (wikt) - Obezaru (wikt) - Obială (wikt) - Obicea (wikt) - Obician (wikt) - Obideneanu (wikt) - Obilescu (wikt) - Obilișteanu (wikt) - Obîrșie (wikt) - Oblâncescu (wikt) - Obleșniuc (wikt) - Oblu (wikt) - Obodariu (wikt) - Obodaru (wikt) - Obodean (wikt) - Oboga (wikt) - Obogeanu (wikt) - Obogianu (wikt) - Oboroc (wikt) - Oborocea (wikt) - Oboroceanu (wikt) - Oborocianu (wikt) - Obrad (wikt) - Obradovici (wikt) - Obratovici (wikt) - Obreașcu (wikt) - Obredin (wikt) - Obregia (wikt) - Obreja (wikt) - Obrejă (wikt) - Obrejan (wikt) - Obreje (wikt) - Obrescu (wikt) - Obreț (wikt) - Obrete (wikt) - Obretin (wikt) - Obrijanu (wikt) - Obriște (wikt) - Obrocaru (wikt) - Obrocea (wikt) - Obroceanu (wikt) - Obrogeanu (wikt) - Obșitoș (wikt) - Obșitoși (wikt) | Oc - Ocanovici (wikt) - Ocănoaia (wikt) - Oceanu (wikt) - Ochea (wikt) - Ochean (wikt) - Ocheană (wikt) - Ocheanu (wikt) - Ochenațiu (wikt) - Ochenațu (wikt) - Ochescu (wikt) - Ocheșel (wikt) - Ocheșoiu (wikt) - Ochetan (wikt) - Ochi-albi (wikt) - Ochia (wikt) - Ochialb (wikt) - Ochialbi (wikt) - Ochian (wikt) - Ochiana (wikt) - Ochiană (wikt) - Ochianu (wikt) - Ochiciu (wikt) - Ochinciuc (wikt) - Ochioiu (wikt) - Ochiosu (wikt) - Ochiroș (wikt) - Ochiroși (wikt) - Ochiroșii (wikt) - Ochiș (wikt) - Ochișanu (wikt) - Ochișor (wikt) - Ochiu (wikt) - Ochiuleț (wikt) - Oci (wikt) - Ocnăreasa (wikt) - Ocnărescu (wikt) - Ocnariu (wikt) - Ocnaru (wikt) - Ocnașu (wikt) - Ocnean (wikt) - Ocneanu (wikt) - Ocneriu (wikt) - Ocneru (wikt) - Ocoleanu (wikt) - Ocolicean (wikt) - Ocolișan (wikt) - Ocolișanu (wikt) - Ocoș (wikt) - Ocrainschi (wikt) - Ocroteală (wikt) - Octavian (wikt) - Ocu (wikt) - Oculeanu (wikt) | Od - Odă (wikt) - Odae (wikt) - Odăgeru (wikt) - Odăgescu (wikt) - Odăgieriu (wikt) - Odagiu (wikt) - Odăianu (wikt) - Odangiu (wikt) - Odea (wikt) - Odeanu (wikt) - Odelescu (wikt) - Odenie (wikt) - Odeșteanu (wikt) - Odgon (wikt) - Odiațiu (wikt) - Odică (wikt) - Odină (wikt) - Odobariu (wikt) - Odobaș (wikt) - Odobășian (wikt) - Odobășianu (wikt) - Odobașu (wikt) - Odobescu (wikt) - Odobești (wikt) - Odobeștianu (wikt) - Odobișteanu (wikt) - Odobleja (wikt) - Odochean (wikt) - Odochia (wikt) - Odochian (wikt) - Odochianu (wikt) - Odochim (wikt) - Odolbașa (wikt) - Odor (wikt) - Odorhean (wikt) - Odorheiu (wikt) - Odorhelean (wikt) - Odornean (wikt) - Odoroagă (wikt) - Odorog (wikt) - Odoviciuc (wikt) - Odrobot (wikt) | Oe - Oegar (wikt) - Oejdean (wikt) - Oeru (wikt) - Oescu (wikt) | Of - Ofileanu (wikt) - Ofițerescu (wikt) - Ofițeru (wikt) - Ofrim (wikt) | Og - Ogâgău (wikt) - Ogăraru (wikt) - Ogarcă (wikt) - Ogârlaci (wikt) - Ogaru (wikt) - Ogășanu (wikt) - Oghina (wikt) - Oghină (wikt) - Oghinciuc (wikt) - Ogică (wikt) - Ogîrlaci (wikt) - Oglean (wikt) - Ogledean (wikt) - Ogleja (wikt) - Oglică (wikt) - Oglice (wikt) - Oglindaru (wikt) - Oglindoiu (wikt) - Oglinzanu (wikt) - Ognar (wikt) - Ognean (wikt) - Ogodescu (wikt) - Ogor (wikt) - Ogoreanu (wikt) - Ogradă (wikt) - Ogrădașu (wikt) - Ogrăzeanu (wikt) - Ogrean (wikt) - Ogreanu (wikt) - Ogrezeanu (wikt) - Ogrin (wikt) - Ogrinja (wikt) - Ogrinji (wikt) - Ogruțan (wikt) | Oh - Ohaci (wikt) - Ohii (wikt) - Ohotă (wikt) |

| Oi - Oianu (wikt) - Oică (wikt) - Oichiuz (wikt) - Oiegar (wikt) - Oiegaș (wikt) - Oieru (wikt) - Ointea (wikt) - Oisac (wikt) - Oiște (wikt) - Oișteanu (wikt) - Oiță (wikt) - Oizan (wikt) | Oj - Ojac (wikt) - Ojeni (wikt) - Ojenică (wikt) - Ojică (wikt) - Ojiga (wikt) - Ojinică (wikt) - Ojoc (wikt) - Ojog (wikt) - Ojogel (wikt) - Ojovan (wikt) | Ol - Olăeriu (wikt) - Olăeru (wikt) - Olah (wikt) - Olăhuț (wikt) - Olăianoș (wikt) - Olăieriu (wikt) - Olăieru (wikt) - Olălău (wikt) - Olan (wikt) - Olăneanu (wikt) - Olănescu (wikt) - Olangiu (wikt) - Olănuță (wikt) - Olar (wikt) - Olăraș (wikt) - Olarașu (wikt) - Olărașu (wikt) - Olărean (wikt) - Olăreanu (wikt) - Olărescu (wikt) - Olăresei (wikt) - Olăreț (wikt) - Olari (wikt) - Olariu (wikt) - Olarnic (wikt) - Olăroiu (wikt) - Olaru (wikt) - Olășoianu (wikt) - Olățeanu (wikt) - Olău (wikt) - Olbeanu (wikt) - Olbojan (wikt) - Olboșan (wikt) - Olcean (wikt) - Olcian (wikt) - Olea (wikt) - Oleacu (wikt) - Oleană (wikt) - Oleandră (wikt) - Olecaș (wikt) - Olei (wikt) - Oleinic (wikt) - Olelei (wikt) - Oleleu (wikt) - Olenic (wikt) - Olenici (wikt) - Oleniuc (wikt) - Olescu (wikt) - Olga (wikt) - Olhon (wikt) - Olîc (wikt) - Olinca (wikt) - Olinescu (wikt) - Olingher (wikt) - Olingheru (wikt) - Olinici (wikt) - Oliniuc (wikt) - Oliță (wikt) - Olmazu (wikt) - Olna (wikt) - Oloean (wikt) - Oloeriu (wikt) - Oloeru (wikt) - Ologea (wikt) - Ologean (wikt) - Ologeanu (wikt) - Ologu (wikt) - Oloier (wikt) - Oloieriu (wikt) - Oloieru (wikt) - Oloinic (wikt) - Oloreanu (wikt) - Oloșnea (wikt) - Oloșutean (wikt) - Oloșuțean (wikt) - Oloteanu (wikt) - Olovinar (wikt) - Olprețean (wikt) - Oltea (wikt) - Oltean (wikt) - Olteanu (wikt) - Oltei (wikt) - Olteiu (wikt) - Oltena (wikt) - Oltenacu (wikt) - Oltenaș (wikt) - Oltenașu (wikt) - Oltencu (wikt) - Oltenescu (wikt) - Olteniceanu (wikt) - Oltenu (wikt) - Oltețeanu (wikt) - Olteția (wikt) - Olti (wikt) - Oltianu (wikt) - Oltman (wikt) - Oltu (wikt) - Oluncan (wikt) | Om - Ombun (wikt) - Omeag (wikt) - Omeciu (wikt) - Omescu (wikt) - Omet (wikt) - Omete (wikt) - Ometiță (wikt) - Omilescu (wikt) - Omotă (wikt) - Omușoru (wikt) - Omuț (wikt) | On - Onac (wikt) - Onaca (wikt) - Onacă (wikt) - Onaci (wikt) - Onaciu (wikt) - Onaga (wikt) - Onălău (wikt) - Onanie (wikt) - Onașcu (wikt) - Onaț (wikt) - Onați (wikt) - Onău (wikt) - Onc (wikt) - Oncea (wikt) - Oncean (wikt) - Onceanu (wikt) - Oncescu (wikt) - Oncia (wikt) - Oncic (wikt) - Oncica (wikt) - Oncică (wikt) - Oncioiu (wikt) - Onciu (wikt) - Onciuc (wikt) - Onciul (wikt) - Onciulencu (wikt) - Onciulescu (wikt) - Oncoiu (wikt) - Oncoș (wikt) - Oncu (wikt) - Ondu (wikt) - Onea (wikt) - Oneasă (wikt) - Oneașcă (wikt) - Oneață (wikt) - Oneci (wikt) - Onecic (wikt) - Onel (wikt) - Oneșan (wikt) - Onesc (wikt) - Oneșciuc (wikt) - Onescu (wikt) - Onesifereanu (wikt) - Oneț (wikt) - Onete (wikt) - Onețiu (wikt) - Onexe (wikt) - Oni (wikt) - Onia (wikt) - Onica (wikt) - Onică (wikt) - Onicală (wikt) - Onicaș (wikt) - Onicău (wikt) - Oniceag (wikt) - Oniceanu (wikt) - Onicel (wikt) - Onicescu (wikt) - Oniche (wikt) - Onichie (wikt) - Onicianu (wikt) - Onicioiu (wikt) - Oniciu (wikt) - Oniciuc (wikt) - Onicu (wikt) - Onig (wikt) - Oniga (wikt) - Onigă (wikt) - Onigaș (wikt) - Onighi (wikt) - Onija (wikt) - Onila (wikt) - Onilă (wikt) - Oniș (wikt) - Onișa (wikt) - Onișe (wikt) - Onisei (wikt) - Onisie (wikt) - Onisii (wikt) - Onisim (wikt) - Onisiu (wikt) - Onișoar (wikt) - Onișor (wikt) - Onișoriu (wikt) - Onișoru (wikt) - Onit (wikt) - Onița (wikt) - Oniță (wikt) - Onițiu (wikt) - Oniu (wikt) - Onoae (wikt) - Onoaie (wikt) - Onode (wikt) - Onodea (wikt) - Onodie (wikt) - Onoe (wikt) - Onofraș (wikt) - Onofrași (wikt) - Onofre (wikt) - Onofreciuc (wikt) - Onofrei (wikt) - Onofreiasa (wikt) - Onofreiu (wikt) - Onofrescu (wikt) - Onofriasa (wikt) - Onofriciuc (wikt) - Onofriesei (wikt) - Onofrim (wikt) - Onofriu (wikt) - Onoi (wikt) - Onoiu (wikt) - Onoriu (wikt) - Onoș (wikt) - Onț (wikt) - Onțanu (wikt) - Onțică (wikt) - Onțiu (wikt) - Onțoiu (wikt) - Onu (wikt) - Onucu (wikt) - Onufrei (wikt) - Onufreiciuc (wikt) - Onufriciuc (wikt) - Onufrie (wikt) - Onul (wikt) - Onulescu (wikt) - Onuș (wikt) - Onuț (wikt) - Onuța (wikt) - Onuță (wikt) - Onuțan (wikt) - Onuțe (wikt) - Onuțu (wikt) | Op - Opaieț (wikt) - Opaină (wikt) - Opaiț (wikt) - Opărit (wikt) - Opăriuc (wikt) - Opaschi (wikt) - Opaț (wikt) - Opincă (wikt) - Opincar (wikt) - Opincariu (wikt) - Opincaru (wikt) - Oporan (wikt) - Oporanu (wikt) - Opoș (wikt) - Opoțan (wikt) - Opra (wikt) - Opran (wikt) - Oprănescu (wikt) - Opranu (wikt) - Opre (wikt) - Oprea (wikt) - Oprean (wikt) - Opreana (wikt) - Opreanu (wikt) - Oprel (wikt) - Oprenea (wikt) - Oprenescu (wikt) - Oprescu (wikt) - Opreț (wikt) - Opri (wikt) - Opria (wikt) - Oprian (wikt) - Oprica (wikt) - Oprică (wikt) - Oprican (wikt) - Opricean (wikt) - Opriceanu (wikt) - Opricescu (wikt) - Oprima (wikt) - Oprin (wikt) - Oprina (wikt) - Oprinca (wikt) - Oprincă (wikt) - Oprinescu (wikt) - Oprinia (wikt) - Oprinică (wikt) - Oprinoiu (wikt) - Opriș (wikt) - Oprișa (wikt) - Oprișan (wikt) - Oprișănescu (wikt) - Oprișanu (wikt) - Oprișcan (wikt) - Oprișea (wikt) - Oprișean (wikt) - Oprișel (wikt) - Oprișenescu (wikt) - Oprișescu (wikt) - Opriși (wikt) - Oprișiu (wikt) - Oprișoi (wikt) - Oprișoiu (wikt) - Oprișoni (wikt) - Oprișor (wikt) - Oprișoreanu (wikt) - Opriț (wikt) - Oprița (wikt) - Opriță (wikt) - Oprițeanu (wikt) - Oprițescu (wikt) - Oprițoiu (wikt) - Oproescu (wikt) - Oproiescu (wikt) - Oproiu (wikt) - Opruț (wikt) - Opruța (wikt) - Opruțiu (wikt) - Opușcu (wikt) | Or - Orac (wikt) - Orădan (wikt) - Orănescu (wikt) - Oraniță (wikt) - Oranschi (wikt) - Orașan (wikt) - Orășan (wikt) - Orășanu (wikt) - Orăscu (wikt) - Orășean (wikt) - Orășeanu (wikt) - Orășel (wikt) - Orășteanu (wikt) - Oratie (wikt) - Oratovschi (wikt) - Oraveț (wikt) - Orăviceanu (wikt) - Oravița (wikt) - Orăvițan (wikt) - Orb (wikt) - Orban (wikt) - Orbeanu (wikt) - Orbeșteanu (wikt) - Orbișor (wikt) - Orbocea (wikt) - Orboi (wikt) - Orboiu (wikt) - Orbu (wikt) - Orbulescu (wikt) - Orbuleț (wikt) - Orcan (wikt) - Orcheanu (wikt) - Ordace (wikt) - Ordan (wikt) - Ordean (wikt) - Ordeanu (wikt) - Ordog (wikt) - Oreavu (wikt) - Oreavul (wikt) - Oresciuc (wikt) - Orescu (wikt) - Oreste (wikt) - Oreviceanu (wikt) - Orezam (wikt) - Orezeanu (wikt) - Orfa (wikt) - Orfanu (wikt) - Orfescu (wikt) - Orga (wikt) - Orgaș (wikt) - Orghici (wikt) - Orghidan (wikt) - Orgonaș (wikt) - Orha (wikt) - Orhean (wikt) - Orheanu (wikt) - Orhei (wikt) - Orheian (wikt) - Orheiu (wikt) - Orhian (wikt) - Orjanu (wikt) - Orlandea (wikt) - Orlățan (wikt) - Orlea (wikt) - Orleanu (wikt) - Ormenișan (wikt) - Ormindea (wikt) - Ormindean (wikt) - Ormindeanu (wikt) - Ornea (wikt) - Orneață (wikt) - Oro (wikt) - Oroa (wikt) - Orodan (wikt) - Oroian (wikt) - Oros (wikt) - Oroș (wikt) - Oroșan (wikt) - Oroșanu (wikt) - Oroveanu (wikt) - Oroviceanu (wikt) - Oroz (wikt) - Orșa (wikt) - Orșan (wikt) - Orșanu (wikt) - Orsescu (wikt) - Orsoș (wikt) - Ortacu (wikt) - Orțan (wikt) - Ortelecan (wikt) - Ortopelea (wikt) - Orvaș (wikt) - Orz (wikt) - Orza (wikt) - Orzac (wikt) - Orzan (wikt) - Orzaru (wikt) - Orzață (wikt) - Orzea (wikt) - Orzescu (wikt) - Orzoi (wikt) | Os - Osăceanu (wikt) - Osaci (wikt) - Osiac (wikt) - Osiag (wikt) - Osian (wikt) - Osiceanu (wikt) - Osiescu (wikt) - Osînceanu (wikt) - Osmanovici (wikt) - Osmochescu (wikt) - Ostace (wikt) - Ostache (wikt) - Ostaci (wikt) - Ostăcioaia (wikt) - Ostafie (wikt) - Ostahie (wikt) - Ostan (wikt) - Ostap (wikt) - Ostaș (wikt) - Ostate (wikt) - Ostea (wikt) - Ostoici (wikt) - Ostoin (wikt) - Ostrava (wikt) - Ostreceanu (wikt) - Ostriceanu (wikt) - Ostrovari (wikt) - Ostrovanu (wikt) - Ostroveanu (wikt) |

| Oș - Oșan (wikt) - Oșanu (wikt) - Oșca (wikt) - Oșlobanu (wikt) - Oșlobeanu (wikt) - Oșnaga (wikt) - Oșoian (wikt) - Oșoianu (wikt) - Oșorgheanu (wikt) - Oșorhean (wikt) - Oșorheian (wikt) - Oșovei (wikt) - Oșteanu (wikt) | Ot - Otânjac (wikt) - Otărășanu (wikt) - Otavă (wikt) - Otcoruș (wikt) - Oteșanu (wikt) - Oteșeanu (wikt) - Oteșteanu (wikt) - Oteteleșanu (wikt) - Otetelișanu (wikt) - Otgon (wikt) - Otiman (wikt) - Otimanu (wikt) - Otlăcan (wikt) - Otlocan (wikt) - Otobic (wikt) - Otomega (wikt) - Otopeanu (wikt) - Otoroschi (wikt) - Otparlic (wikt) - Otravă (wikt) - Otrei (wikt) - Otrocol (wikt) - Otroșina (wikt) - Ottulescu (wikt) - Otu (wikt) - Otvoș (wikt) | Oț - Oțăl (wikt) - Oțăleanu (wikt) - Oțan (wikt) - Oțăt (wikt) - Oțea (wikt) - Oțeanu (wikt) - Oțel (wikt) - Oțelac (wikt) - Oțelariu (wikt) - Oțelaș (wikt) - Oțelea (wikt) - Oțelescu (wikt) - Oțescu (wikt) - Oțet (wikt) - Oțetea (wikt) - Oțil (wikt) - Oțoi (wikt) - Oțoiu (wikt) | Ou - Ouatu (wikt) - Oul (wikt) | Ov - Ovedenie (wikt) - Oveșea (wikt) - Ovezea (wikt) - Ovidenie (wikt) - Ovidiu (wikt) - Ovrei (wikt) - Ovreiu (wikt) - Ovreuță (wikt) | Oz - Ozarchevici (wikt) - Ozdeanu (wikt) - Ozdoleanu (wikt) - Ozon (wikt) - Ozoreanu (wikt) - Ozunu (wikt) |